# Саждево
Саждево или Саждово (на македонска литературна норма: Саждево) е село в Община Крушево, Северна Македония.

## География
Селото е разположено в южното подножие на Бушева планина северно от град Крушево.

## История

### Етимология
Афанасий Селишчев пише: „Саждово ясно показва, че в езика на някогашните жители на това невзрачно по име село се съдържа съчетанието жд вместо dj“. Според академик Иван Дуриданов етимологията на името е производно от сажди, стбългарското  < праславянското *sadjā, сръбски сађа, словенски sáje, чешки saze, руски сажа. Сравними са българското местно име Саждовица, словенското Sajevec, чешкото Sázava. Според Йордан Заимов в основата на името можело да стои изчезнало съществително, първично прилагателно с -jь: *сажд.

### В Османската империя
Селото е споменато в Трескавецкия поменик в XVII – XVIII век като Саждевѡ.
В XIX век Саждево е село в Прилепска кааза на Османската империя. Според статистиката на Васил Кънчов („Македония. Етнография и статистика“) от 1900 година Саждево има 130 жители арнаути мохамедани и 24 цигани.
На Етнографската карта на Битолския вилает на Картографския институт в София от 1901 година Саждово е смесено село българи, албанци и турци в Прилепската каза на Битолския санджак с 21 къщи.
Според Никола Киров („Крушово и борбите му за свобода“) към 1901 година Саждево има 65 турски къщи.

### В Сърбия, Югославия и Северна Македония
След Междусъюзническата война селото попада в Сърбия.
На етническата си карта на Северозападна Македония в 1929 година Афанасий Селишчев отбелязва Саждево като албанско-циганско село.
Според преброяването от 2002 година селото има 393 жители, от които 184 албанци, 297 турци и 2 други.